# Rosario Spatola
 (mars 2020).
Si vous disposez d'ouvrages ou d'articles de référence ou si vous connaissez des sites web de qualité traitant du thème abordé ici, merci de compléter l'article en donnant les références utiles à sa vérifiabilité et en les liant à la section « Notes et références ».
Rosario Spatola est un entrepreneur et un mafieux suspecté d'avoir des relations avec la Cosa Nostra. 
Après avoir commencé comme vendeur de lait, Spatola devient maître d’œuvre et a bâti un empire dans le monde de la construction qui est venu à créer des emplois pour 400 travailleurs. Il profite des marchés publics siciliens truqués, notamment la construction de six écoles à Palerme, et blanchit de l'argent provenant de la drogue.
A la fin des années 1970, il est accusé par Gaetano Costa et Giovanni Falcone, dans une de ses premières enquêtes, d'association mafieuse, blanchiment d'argent et trafic de drogue. 
Son nom est associé à la simulation de l'enlèvement de Michele Sindona, caché par Spatola dans une villa de Torretta, et au meurtre de Gaetano Costa : bien qu'aucun lien direct entre les deux événements n'ait jamais été démontré, le magistrat a été tué après avoir signé un mandat d’arrêt contre lui. 
Après le meurtre de Costa, les accusations portées contre lui ont été confiées par Rocco Chinnici à Giovanni Falcone, qui a dès lors appliqué ce que l'on appellera plus tard la "méthode Falcone", c'est-à-dire la reconstruction de l’affaire criminelle par le biais de registres bancaires. 
Spatola a été condamné à 10 ans pour cette affaire. 
En 1985, il a fui aux États-Unis et a rejoint son cousin John Gambino, le patron de la branche américaine de Cosa Nostra. Il est resté à l'étranger jusqu'en 1989, quand, après avoir été impliqué dans l’opération Iron Tower, il a été arrêté et extradé en Italie. 
Il est retourné aux États-Unis après avoir été libéré en 1992 pour l'expiration des conditions de la détention provisoire. En 1999, il a été de nouveau arrêté à New York par le FBI après l'émission d'un mandat d'arrêt par le juge d'instruction de Palerme, Giuseppe Di Lello, et extradé en Italie. Deux ans plus tard, il a été libéré et est retourné une fois de plus aux États-Unis.